# Bocquillonia arborea
Espèce
Statut de conservation UICN

 EN B1+2c : En danger
 (needs updating) 
Bocquillonia arborea est une espèce de plantes à fleurs du genre Bocquillonia de la famille des Euphorbiaceae. Elle est endémique de la Nouvelle-Calédonie